# В центре внимания
«В центре внимания» (англ. Spotlight) — американская биографическая драма 2015 года, пятый полнометражный фильм режиссёра Тома Маккарти по сценарию Маккарти и Джоша Сингера. Фильм рассказывает о команде The Boston Globe "Spotlight", старейшем постоянно действующем журналистском подразделении газеты-расследователя в США , и её расследовании многолетнего сокрытия широко распространенного и систематического сексуального насилия над детьми со стороны многочисленных священников Римско-католической архиепархии Бостона. Хотя сюжет был оригинальным, он в общих чертах основан на серии рассказов команды Spotlight, которые в 2003 году принесли изданию Globe Пулитцеровскую премию за служение обществу. В фильме задействованы такие актёры как Марк Руффало, Майкл Китон, Рейчел Макадамс, Джон Слэттери, Стэнли Туччи, Брайан д'Арси Джеймс, Лев Шрайбер и Билли Крудап.
Фильм «В центре внимания» был показан во внеконкурсной программе 72-го Венецианского международного кинофестиваля, кинофестиваля в Теллурайде и в рамках специальных презентаций Международного кинофестиваля в Торонто в 2015 году. Фильм был выпущен 6 ноября 2015 года лейблом Open Road Films и собрал в мировом прокате 98 миллионов долларов. Фильм получил широкую оценку критиков, которые высоко оценили игру актёрского состава, историческую достоверность и сценарий; он получил множество наград гильдий и ассоциации критиков и был назван различными изданиями одним из лучших фильмов 2015 года. Фильм «В центре внимания» получил премию «Оскар» за лучший фильм, а также за лучший оригинальный сценарий в 6 номинациях, что сделало его первым фильмом-победителем со времён «Величайшего шоу мира» (1952), получившим только один «Оскар». Фильм также получил премию Гильдии киноактёров США за лучший актёрский состав в игровом кино.

## Сюжет
В 1976 году в полицейском участке Бостона двое полицейских обсуждают арест католического священника Джона Геогана за растление детей. Затем помощник окружного прокурора входит в участок и говорит полицейским, чтобы они не позволили прессе узнать, что произошло. Арест замалчивается, и священник освобождён.
В 2001 году The Boston Globe нанимает нового главного редактора Марти Бэрона. Бэрон встречается с Уолтером Робинсоном (Робби), редактором команды «В центре внимания», небольшой группы журналистов, ведущих журналистские расследования, для подготовки которых требуются месяцы. После того, как Бэрон читает колонку «The Boston Globe» о юристе Митчелле Гарабедяне, который заявляет, что архиепарх Бостона кардинал Бернард Лоу знал, что Джон Геоган совершал сексуальное насилие над детьми, и ничего не сделал, чтобы остановить его. Юрист призывает команду «В центре внимания» провести расследование. Журналист Майкл Резендес связывается с Гарабедяном, который первоначально отказывается давать интервью. Хотя Резендесу сказали не раскрывать, что он из команды «В центре внимания», Резендес говорит об этом, убеждая Гарабедиана заговорить.
Первоначально полагая, что они расследуют историю одного священника, которого несколько раз перемещали на другое место работы, команда «В центре внимания» начинает обнаруживать образец сексуального насилия над детьми со стороны католических священников в Массачусетсе, при этом Бостонская Архиепископия продолжала скрывать случаи насилия. Через Фила Савиано, который возглавляет правозащитную группу «Жертвы насилия со стороны священников», члены группы дают интервью репортеру «The Globe» Саше Пфайффер, что привело команду к расширению поиска до 13 священников. Через Ричарда Сипе, бывшего священника, который пытался организовать курсы реабилитации для священников-педофилов, они узнают, что, согласно его опыту на протяжении десятилетий, 50% священников не соблюдают целибат, хотя большинство из них имеют отношения с другими взрослыми. Он также удивляет журналистов тем, что его результаты позволяют предположить, что оценка команды числа священников-педофилов занижена и что в Бостоне должно быть приблизительно 90 священников-насильников (6% от общего числа священников). Благодаря своим исследованиям команда «В центре внимания» составляет список из 87 имён и начинает искать жертв насилия, чтобы подтвердить свои подозрения.
Когда происходят атаки 11 сентября, команда вынуждена понизить приоритетность расследования. Они набирают обороты, когда Резендес узнает от Гарабедяна, что существуют общедоступные документы, подтверждающие, что Кардинал Лоу был осведомлён о проблеме и проигнорировал ее. Несмотря на то, что Резендес настаивает на публикации расследования, прежде чем еще больше жертв пострадает и появятся публикации конкурентов, Робинсон по-прежнему твёрдо намерен продолжить расследования, чтобы системная проблема могла быть раскрыта более полно. После того, как «The Boston Globe» выиграл дело и получил еще больше юридических документов, раскрывающих более широкую картину, команда «В центре внимания», наконец, начинает писать историю и планирует опубликовать результаты расследования в начале 2002 года.
Когда они собираются печатать выпуск, Робинсон признается команде, что в 1993 году адвокат Эрик МакЛейш прислал ему список из 20 священников-педофилов, но он не придал значения этому списку. Но Бэрон по-прежнему хвалит усилия его и его команды по разоблачению преступлений. История идет в печать с веб-ссылкой на документы, разоблачающие бездействие кардинала Лоу, и номером телефона для жертв священников-педофилов. На следующее утро команда «В центре внимания» оказывается завалена телефонными звонками жертв, которые рассказывают свои истории.
В текстовом эпилоге отмечается, что Кардинал Лоу подал в отставку в декабре 2002 года и был в конечном итоге повышен в базилику Санта-Мария-Маджоре в Риме. Затем указывается перечень городов в Соединённых Штатах и по всему миру, где произошли крупные скандалы, связанные с сексуальным насилием со стороны священников.

## В ролях
- Марк Руффало — Майкл Резендес
- Майкл Китон — Уолтер «Робби» Робинсон
- Рэйчел Макадамс — Саша Пфайффер
- Лев Шрайбер — Марти Бэрон
- Джон Слэттери — Бен Брэдли-младший
- Брайан д’Арси Джеймс — Мэтт Кэрролл
- Стэнли Туччи — Митчелл Гарабедян
- Джин Аморозо — Стивен Куркджян
- Джейми Шеридан — Джим Салливан
- Билли Крудап — Эрик Маклиш
- Морин Кейллер — Эйлин Макнамара
- Пол Гилфойл — Питер Конли
- Лен Кариу — кардинал Бернард Лоу
- Нил Хафф — Фил Савиано
- Майкл Сирил Крейтон — Джо Кроули
- Лори Хейнеман — судья Констанс Суини
- Тим Прогош — Билл Кемеза
- Ричард Дженкинс — Ричард Сайп (голос; не указан в титрах)[10]

## Производство

### Создание
Фильм был написан Томом Маккарти и соавтором Джошем Сингером. Когда Маккарти спросили, как он и его соавтор занялись исследованием и написанием, он ответил:
Как я уже сказал, я написал (снял фильм) в первый раз! Вероятно, это было некоторой причиной того, почему это пугало, но я думаю, что, как это бывает с любым большим заданием, как только вы преодолеете этот первоначальный шок и благоговение от того, сколько материала нужно будет изучить, вы начинаете копаться в материале и становитесь действительно очарованным и связанным с ним, как это было с нами. И да, это была большая работа, но она была захватывающей. Это было действительно интересно, когда анализируешь детали не только расследования, но и его находки, и пытаешься определить, что является самым полезным в рассказе нашей истории. Я думаю, что наличие у него двух мозгов было очень полезно, потому что мы могли много говорить об этом. Таким образом, он не просто сидел один в комнате и записывал заметки. Мы много общались с ним. Это конкретное сотрудничество действительно считалось следственным и на каком-то уровне, казалось, параллельно рассматривало сотрудничество журналистов в этом расследовании. Итак, я думаю, что было что-то в нашем сотрудничестве, которое сделало этот первоначальный процесс более приемлемым на каком-то уровне.
Маккарти и Сингер написали сценарий в июне 2013 года. В 2013 году он был указан в чёрном списке сценариев. Сингер сказал, что одной из его целей в фильме было подчеркнуть силу журналистики, которая, по его мнению, ослабевает. Он объяснил: «Эта история не о разоблачении Католической Церкви. Мы не имели какую-то миссию, чтобы подорвать веру людей. Фактически, Том произошёл из католической семьи. Мотив состоял в том, чтобы точно рассказать историю, показывая силу отдела новостей — то, что в значительной степени исчезло сегодня. Эта история важна. Журналистика важна, и в истории есть более глубокий смысл».

### Съёмки
Основные съёмки начались 24 сентября 2014 года в Бостоне, Массачусетс, и продолжились в октябре в Гамильтоне, Канада. Съёмки также проходили в Фенуэй Парк, Офис The Boston Globe расположен в Дорчестере, Бостон, а Boston Public Library и McMaster University — в Гамильтоне, Канада. Монтажёр фильма Том Макардл сказал о постпродакшне следующее: «Мы редактировали в течение восьми месяцев. Мы просто хотели продлить работу над фильмом. Мы вырезали пять сцен и несколько эпизодов из других сцен, чтобы сделать их более напряжёнными».

## Критика
Фильм получил положительные отзывы критиков. На сайте Rotten Tomatoes фильм имеет рейтинг 97 % на основе 381 рецензий со средним баллом 8,8 из 10.
Джастин Чанг из Variety назвал фильм «великолепно контролируемым и захватывающе подробным отчетом о получившем Пулитцеровскую премию расследовании The Boston Globe о скандалах с педофилией и последующих сокрытий внутри католической церкви». Джо Моргенштерн из The Wall Street Journal написал: «Это пока лучший фильм года и редкость среди бесчисленных инсценировок, которые утверждают, что основаны на реальных событиях». Марк Кермоуд из The Guardian дал 4 из 5 звезд и похвалил игру Руффало, написав: «Руффало проявляет себя лучше всего, когда упрямо занимается судебными спорами и беспристрастно выслушивает показания. Именно в этих сценах сила его игры наиболее ясна, а его погружение в роль наиболее полно».

## Награды и номинации
| Премия                                   | Дата церемонии  | Категория                               | Номинант(-ы)                                             | Результат |
| ---------------------------------------- | --------------- | --------------------------------------- | -------------------------------------------------------- | --------- |
| Венецианский кинофестиваль               | 2015            | Brian Award                             | Том Маккарти                                             | Победа    |
| Венецианский кинофестиваль               | 2015            | Silver Mouse                            | Том Маккарти                                             | Победа    |
| Премия Нью-Йоркского кружка кинокритиков | 2015            | Лучший актёр                            | Майкл Китон                                              | Победа    |
| «Спутник»                                | 2015            | Лучший фильм                            |                                                          | Победа    |
| «Спутник»                                | 2015            | Лучшая режиссура                        | Том Маккарти                                             | Победа    |
| «Спутник»                                | 2015            | Лучший оригинальный сценарий            | Том Маккарти, Джош Сингер                                | Победа    |
| «Спутник»                                | 2015            | Лучший актёрский ансамбль               |                                                          | Победа    |
| «Спутник»                                | 2015            | Лучшая мужская роль второго плана       | Марк Руффало                                             | Номинация |
| «Спутник»                                | 2015            | Лучшая мужская роль второго плана       | Майкл Китон                                              | Номинация |
| «Спутник»                                | 2015            | Лучшая женская роль второго плана       | Рэйчел Макадамс                                          | Номинация |
| «Спутник»                                | 2015            | Лучшая оригинальная музыка              | Говард Шор                                               | Номинация |
| «Оскар»                                  | 28 февраля 2016 | Лучший фильм                            | Майкл Шугар, Стив Голин, Николь Роклин, Блай Пэгон Фауст | Победа    |
| «Оскар»                                  | 28 февраля 2016 | Лучшая режиссура                        | Том Маккарти                                             | Номинация |
| «Оскар»                                  | 28 февраля 2016 | Лучший оригинальный сценарий            | Том Маккарти, Джош Сингер                                | Победа    |
| «Оскар»                                  | 28 февраля 2016 | Лучшая мужская роль второго плана       | Марк Руффало                                             | Номинация |
| «Оскар»                                  | 28 февраля 2016 | Лучшая женская роль второго плана       | Рэйчел Макадамс                                          | Номинация |
| «Оскар»                                  | 28 февраля 2016 | Лучший монтаж                           | Том Макэрдл                                              | Номинация |
| BAFTA                                    | 14 февраля 2016 | Лучший фильм                            | Майкл Шугар, Стив Голин, Николь Роклин, Блай Пэгон Фауст | Номинация |
| BAFTA                                    | 14 февраля 2016 | Лучшая мужская роль второго плана       | Марк Руффало                                             | Номинация |
| BAFTA                                    | 14 февраля 2016 | Лучший оригинальный сценарий            | Том Маккарти, Джош Сингер                                | Победа    |
| «Золотой глобус»                         | 10 января 2016  | Лучший фильм — драма                    | Майкл Шугар, Стив Голин, Николь Роклин, Блай Пэгон Фауст | Номинация |
| «Золотой глобус»                         | 10 января 2016  | Лучшая режиссёрская работа              | Том Маккарти                                             | Номинация |
| «Золотой глобус»                         | 10 января 2016  | Лучший сценарий                         | Том Маккарти, Джош Сингер                                | Номинация |
| Премия Гильдии киноактёров США           | 30 января 2016  | Лучший актёрский состав в игровом кино  |                                                          | Победа    |
| Премия Гильдии киноактёров США           | 30 января 2016  | Лучшая женская роль второго плана       | Рэйчел Макадамс                                          | Номинация |
| Премия Гильдии режиссёров Америки        | 2016            | Лучшая режиссура художественного фильма | Том Маккарти                                             | Номинация |
| Премия Гильдии сценаристов США           | 2016            | Лучший оригинальный сценарий            | Том Маккарти, Джош Сингер                                | Победа    |
| «Давид ди Донателло»                     | 2016            | Лучший зарубежный фильм                 | Том Маккарти                                             | Номинация |
| «Независимый дух»                        | 2016            | Лучший фильм                            | Майкл Шугар, Стив Голин, Николь Роклин, Блай Пэгон Фауст | Победа    |
| «Независимый дух»                        | 2016            | Лучшая режиссура                        | Том Маккарти                                             | Победа    |
| «Независимый дух»                        | 2016            | Лучший сценарий                         | Том Маккарти, Джош Сингер                                | Победа    |
| «Независимый дух»                        | 2016            | Лучший монтаж                           | Том Макэрдл                                              | Победа    |
| «Независимый дух»                        | 2016            | Премия имени Роберта Олтмана            |                                                          | Победа    |
| Премия Лондонского кружка кинокритиков   | 2016            | Лучший фильм года                       |                                                          | Номинация |
| Премия Лондонского кружка кинокритиков   | 2016            | Лучший актёр второго плана              | Майкл Китон                                              | Номинация |
| Премия Лондонского кружка кинокритиков   | 2016            | Лучший сценарий                         | Том Маккарти, Джош Сингер                                | Победа    |

«В центре внимания» повторил антирекорд фильма 1952 года «Величайшее шоу мира», который тоже получил «Оскар» за лучший фильм, победив помимо этого ещё лишь в одной номинации (тогда это была премия за лучший сценарий игрового фильма).